# 雅尼娅·维克梅耶尔
雅尼娅·维克梅耶尔（Yanina Wickmayer，1989年10月20日—）是比利時前職業網球運動員。單打最高排名第12。她贏得四項WTA錦標冠軍。在2009年美國網球公開賽晉身四強，是她目前大滿貫最好的表現。

## 單打冠軍
| 图示       |
| 大满贯     |
| WTA 冠军赛 |
| 一级赛     |
| 二级赛     |
| 三级赛     |
| 四级赛     |
| 国际赛     |

| 次數 | 日期           | 比賽名稱         | 比賽地點         | 場地 | 決賽對手            | 比分     |
| 1.   | 2009年5月8日   | 埃斯托利尔公開賽 | 葡萄牙埃斯托利尔 | 泥地 | 葉卡捷琳娜·馬卡洛娃 | 7–5、6–2 |
| 2.   | 2009年10月18日 | 林茨女子網球賽   | 奧地利林茨       | 硬地 | 佩特拉·克維托娃     | 6–3、6–4 |
| 3.   | 2010年1月9日   | ASB經典賽        | 新西蘭奧克蘭     | 硬地 | 弗拉维娅·佩内塔     | 6–3、6–2 |

## 外部連結
- 官方网站
- 雅尼娅·维克梅耶尔的国际女子网球协会官方資料（英文）
- 雅尼娅·维克梅耶尔的國際網球總會 職業／青少年 官方資料（英文）
- Fed Cup - Player profile - Yanina WICKMAYER (BEL) （页面存档备份，存于）

| 獎項          | 獎項                 | 獎項              |
| ------------- | -------------------- | ----------------- |
| 前任： 薩芬娜 | WTA最佳進步獎 2009年 | 繼任： 斯基亞沃內 |